# Sankta Katarina kyrka, Åbo
S:ta Katarina kyrka är en medeltida stenkyrka i stadsdelen Nummisbacken i Åbo. Kyrkan finns i dag nästan mitt i Studentbyn. Forskningen anser att kyrkan är från slutet av 1400-talet. Den tidigare kyrkan av trä invigdes den 22 januari 1351 av biskop Hemming och biskop Tomas från Växjö. 
Kyrkan fick 2000 en relief av glas "Den blida Maria". Konstnären är åbobon  Hannu Konola.

## Kyrkan och församlingen
Kyrkan har fått sitt namn efter Katarina av Alexandria. Kopplingen finns i ett sigill från 1309 där hennes bild finns. Sigillet användes för att bekräfta biskopsvalet som förrättades då.
Kyrkan har tidigare legat på kommunen S:t Karins område och kallades då i regel S:t Karins kyrka. Nummis anslöts 1939 till Åbo stad och då sträckte sig också S:t Karins församling in i Åbo stad.  År 1991 bildade områdena på stadens område en egen församling. För att undvika förväxlingar kallades församlingen inom stadens område S:ta Katarina församling och kyrkan S:ta Katarina. Församlingen i S:t Karins behöll det gamla namnet och församlingscentret i Hovirinta blev den nya S:t Karins kyrka 

## Kulturlandskap
Museiverket har tagit upp S:ta Katarina kyrka och omgivningen i listan över Byggda miljöer av riksintresse. Till miljön kring kyrkan hör kyrkogården med tre gravkapell (Jacob Gadolin, Arndt Winter, Johan Frenckell), ett minnesmärke över prokuratorn och statsrådet Matthias Calonius, en klockstapel från 1826, kyrktorget, ett sockenmagasin och stamhemmanen Prästgården, Kuikkula, Kylä och Simola. Byggnaderna härstammar från 1700-talet och 1800-talet 